# توشيكي إيشيكاوا
توشيكي إيشيكاوا (باليابانية: 石川 俊輝) (مواليد 10 يوليو 1991)، هو لاعب كرة قدم ياباني سابق كان يلعب كلاعب وسط.

## وصلات خارجية
- توشيكي إيشيكاوا على موقع رابطة كرة القدم اليابانية للمحترفين (اليابانية)
- توشيكي إيشيكاوا على موقع قاعدة بيانات كرة القدم.إي يو (الإنجليزية)
- توشيكي إيشيكاوا على موقع Soccerway.com (الإنجليزية)
- توشيكي إيشيكاوا على موقع عالم كرة القدم.نت (الإنجليزية)